# Kwesi Amissah-Arthur
Pour les articles homonymes, voir Amissah et Arthur.
Kwesi Bekoe Amissah-Arthur, né le 29 avril 1951 à Cape Coast et mort le 29 juin 2018 à Accra, est un homme politique ghanéen.
Il est vice-président de la république du Ghana du 6 août 2012 au 7 janvier 2017.

## Biographie

### Famille
Amissah-Arthur naît le 29 avril 1951 à Cape Coast, la capitale de la région centrale du Ghana, à l'époque organisée en colonie britannique. Sa mère, Effie Amissah-Arthur est de la famille Hutchful tandis que son père, Jabesh Richmond P. Amissah-Arthur, un éducateur, est de la famille Amissah-Arthur et a été le deuxième et le plus ancien directeur de l'école secondaire Oda à Akyem-Oda dans la région orientale de septembre 1961 à décembre 1977. Les deux familles sont originaires de Cape Coast et sont d'origine ethnique Fante. Kwesi Amissah-Arthur a un frère et quatre sœurs.

### Formation
Il fréquente l'école primaire méthodiste B Aboom à Cape Coast et réussit l'examen d'entrée commune de l'école méthodiste Akim Oda en 1964. Il termine ses études secondaires à l'école Mfantsipim, où il obtient le niveau ordinaire GCE en 1969 et le niveau avancé GCE en 1971. À Mfantsipim, il est un résident de Lockhart-Schweitzer House. Il poursuit ses études à l'université du Ghana, à Legon, où il obtient un B.Sc. en 1974 puis un M.Sc. en 1976, tous deux en économie.